# 普雷西尼亚克
普雷西尼亚克（法語：Pressignac，法語發音：[pʁesiɲak]）是法国夏朗德省的一个市镇，位于该省东部，和上维埃纳省接壤，属于孔福朗区。

## 地理
普雷西尼亚克（45°49'33"N, 0°44'35"E）面积28.15 平方千米，位于法国新阿基坦大区夏朗德省，该省份为法国西部内陆省份，北起德塞夫勒省和维埃纳省，东临上维埃纳省，东南至多尔多涅省，南至多爾多涅省，西接滨海夏朗德省。
与普雷西尼亚克接壤的市镇（或旧市镇、城区）包括：沙巴奈、沙斯农、莱西尼亚克迪朗、马西尼亚克、夏朗德河畔圣康坦、韦尔讷伊、罗什舒阿尔、韦尔、维代。

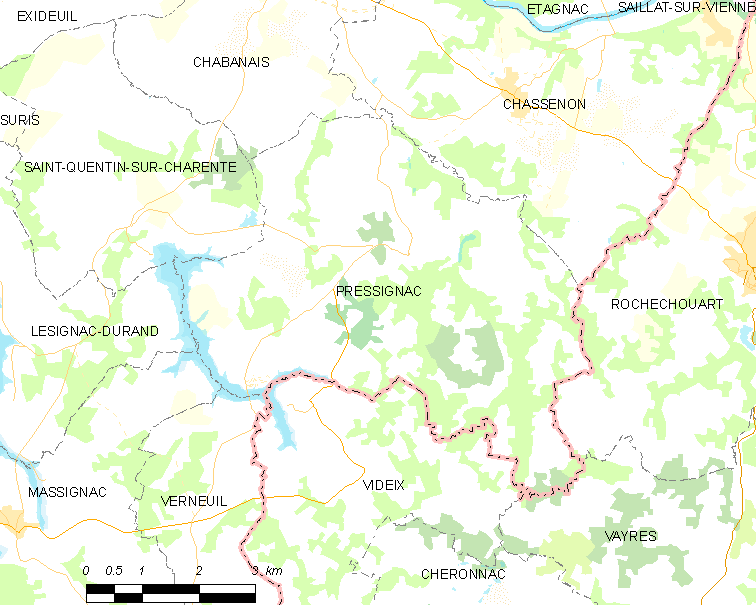
普雷西尼亚克的OSM定位图

普雷西尼亚克的时区为UTC+01:00、UTC+02:00（夏令时）。

## 行政
普雷西尼亚克的邮政编码为16150，INSEE市镇编码为16270。

## 政治
普雷西尼亚克所属的省级选区为夏朗德-维埃纳县。

## 人口

1962-2008年间普雷西尼亚克人口变化图示

普雷西尼亚克于2022年1月1日时的人口数量为379人。